# 라비리우스
라비리우스(Rabirius)는 서기 1–2세기에 활동한 고대 로마의 건축가이다. 그의 작품으로는 로마 팔라티노 언덕에 세워진 거대한 플라비아 궁전과, 오늘날 카스텔간돌포에 있는 알반 별장(Alban Villa) 등이 있다. 두 건물 모두 그의 후원자였던 황제 도미티아누스의 명으로 건축되었다.
라비리우스가 설계했을 것으로 추정되는 또 다른 작품은 현존하는 티투스 개선문이다. 이 개선문은 성대한 사크라 비아 도로 정상부에 자리하며, 서기 71년 유대인 반란을 성공적으로 진압한 것을 기념해 티투스와 베스파시아누스가 함께 거행한 개선식을 기리는 기념물이다. 더 나아가 라비리우스가 플라비우스 왕조의 전속 건축가였다면, 로마에서 가장 유명한 건축물인 플라비우스 원형경기장(콜로세움) 역시 그의 설계였을 가능성도 제기된다.